# Gavilán o paloma (banda sonora)
Música Original de la Película "Gavilán o Paloma" es el vigesimoprimer disco de José José y su segundo en forma de banda sonora de la película del mismo nombre, lanzado en 1985. En esta cinta el cantante José José se interpreta a sí mismo, mostrando en ella la historia de su vida y de su carrera como intérprete de música romántica, desde que se dedicaba a dar serenatas por la Ciudad de México hasta los lanzamientos de discos que se vendían por todo el mundo. Las canciones contenidas en este álbum aparecen en la misma secuencia que en la película.

## Lista de canciones[2]
1. «Mi vida» - 4:06 (Rafael Pérez Botija)
2. «¿Cómo fue?» - 3:15 (Ernesto Duarte)
3. «Sabor a mí» - 3:53 (Álvaro Carrillo)
4. «La nave del olvido» (Nueva versión) - 3:59 (Dino Ramos)
5. «El triste» (Nueva versión) - 3:58 (Roberto Cantoral)
6. «Amor, amor» - 3:10 (Rafael Pérez Botija)
7. «Almohada» - 2:56 (Adán Torres)
8. «Gavilán o paloma» - 3:30 (Rafael Pérez Botija)
9. «Voy a apagar la luz» (A dúo con Gina Romand) - 2:15 (Armando Manzanero)
10. «El amar y el querer» - 3:04 (Manuel Alejandro)
11. «Desesperado» - 3:34 (Rafael Pérez Botija) [Este tema no aparece en la película]
12. «La mentira» (Se te olvida) - 1:53 (Canta Gina Romand) (Álvaro Carrillo)
13. «Si me dejas ahora» - 3:15 (Camilo Sesto)
14. «El amor acaba» - 4:20 (Manuel Alejandro/María Alejandra)
15. «Seré» - 3:10 (Rafael Pérez Botija)

## Personal[2]
- José José - Voz; Realización en pistas 1, 2, 6 y 11.
- Gina Romand - Voz en pistas 9 y 12.
- Rafael Pérez Botija - Arreglos, dirección y realización en pistas 1, 11 y 15.
- Tom Parker - Arreglos y dirección en pistas 7, 8 y 10; realización en pista 7.
- Ramón Ferrán - Realización en pistas 8 y 10.
- Manuel Alejandro - Producción y orquestación en pista 14.
- Camilo Sesto - Realización en pista 13.
- Rodrigo Álvarez - Arreglos y dirección en pista 2.
- Greg Mathieson - Arreglos y dirección en pista 6.
- D'Arniel Pershing - Arreglos y dirección en pista 13.
- José Quintana - Asesor técnico creativo en pistas 2 y 6.
- Lisa Marie - Coordinación de grabación en pistas 1 y 11.
- Alberto Reyna - Diseño